# Idea tambusisiana
Idea tambusisiana là một loài họ Bướm giáp trong phân họ Danainae. Chúng là loài đặc hữu của Indonesia.